# Ahelo jõgi
Ahelo jõgi (Aheloån) är ett 19 km långt vattendrag i landskapet Võrumaa i södra Estland. Det är ett nordligt högerbiflöde till Mustjõgi och ingår i Gaujas avrinningsområde. Sjön Ähijärv i Antsla kommun är Ahelo jõgis källa. Ån flyter även igenom sjön Suur Pehmejärv. Ubajärve oja som avvattnar Ubajärv är ett östligt vänsterbiflöde till Ahelo jõgi. Den sammanflödar med Mustjõgi i Mõniste kommun.   